# Liste der Städte in der Republik China
Die Liste der Städte in der Republik China bietet einen Überblick über die Einwohnerzahl der Städte des ostasiatischen Staates Republik China (Taiwan).

## Städte in der Republik China
In der Republik China gibt es drei Arten von Städten: regierungsunmittelbare Städte (chinesisch 直轄市), kreisfreie Städte und Kreisstädte (letztere beide: chinesisch 市). Früher standen die regierungsunmittelbare Städte in der Verwaltungshierarchie auf derselben Ebene wie die Provinz Taiwan, während die kreisfreien Städte darunter lagen. Seitdem Ende der 1990er Jahre die Provinz als administrative Ebene stark reduziert wurde, gibt es jedoch nur noch geringe Unterschiede zwischen den beiden. Kreisstädte (frühere Bezeichnung: 省轄市, „Provinzsstadt“) unterstehen dagegen der jeweiligen Regierung des Landkreises, dem sie angehören.
Mit der Verwaltungsneugliederung vom Dezember 2010 wurde der ehemalige Landkreis Taipeh zur Stadt Neu-Taipeh, die damit die größte Stadt Taiwans wurde. In den sechs größten Städten, die direkt der Zentralregierung unterstellt sind, leben (Stand 2018) 69 % der 23,3 Millionen Taiwaner, davon allein in der Agglomeration Taipeh/Neu-Taipeh über 6,6 Millionen Menschen.

## Städte nach Einwohnerzahl
Die folgende Tabelle enthält alle Orte mit dem Status einer „(Groß-)Stadt“ (市). Diesen Status erhalten Orte mit mehr als 150.000 Einwohnern sowie die Hauptorte der Landkreise.

| Rang                                                                                              | Transkription | Chinesisch  | Pinyin   | Einwohner September 2024 | Verwaltungseinheit | Verwaltungseinheit                     |
| ------------------------------------------------------------------------------------------------- | ------------- | ----------- | -------- | ------------------------ | ------------------ | -------------------------------------- |
| 01.                                                                                               | Neu-Taipeh    | 新北        | Xīnběi   | 4.046.022                |                    | Regierungsunmittelbare Stadt           |
| 02.                                                                                               | Taichung      | 臺中 / 台中 | Táizhōng | 2.854.821                |                    | Regierungsunmittelbare Stadt           |
| 03.                                                                                               | Kaohsiung     | 高雄        | Gāoxióng | 2.732.805                |                    | Regierungsunmittelbare Stadt           |
| 04.                                                                                               | Taipeh        | 臺北 / 台北 | Táiběi   | 2.498.210                |                    | Regierungsunmittelbare Stadt           |
| 05.                                                                                               | Taoyuan       | 桃園        | Táoyuán  | 2.332.998                |                    | Regierungsunmittelbare Stadt           |
| 06.                                                                                               | Tainan        | 臺南 / 台南 | Táinán   | 1.859.013                |                    | Regierungsunmittelbare Stadt           |
| 07.                                                                                               | Hsinchu       | 新竹        | Xīnzhú   | 457.441                  |                    | Kreisfreie Stadt in der Provinz Taiwan |
| 08.                                                                                               | Keelung       | 基隆        | Jīlóng   | 361.519                  |                    | Kreisfreie Stadt in der Provinz Taiwan |
| 09.                                                                                               | Chiayi        | 嘉義        | Jiāyì    | 262.553                  |                    | Kreisfreie Stadt in der Provinz Taiwan |
| 10.                                                                                               | Changhua      | 彰化        | Zhānghuà | 224.236                  |                    | Kreisstadt im Landkreis Changhua       |
| 11.                                                                                               | Zhubei        | 竹北        | Zhúběi   | 218.941                  |                    | Kreisstadt im Landkreis Hsinchu        |
| 12.                                                                                               | Pingtung      | 屏東        | Píngdōng | 192.977                  |                    | Kreisstadt im Landkreis Pingtung       |
| 13.                                                                                               | Yuanlin       | 員林        | Yuánlín  | 122.736                  |                    | Kreisstadt im Landkreis Changhua       |
| 14.                                                                                               | Douliu        | 斗六        | Dǒuliù   | 108.961                  |                    | Kreisstadt im Landkreis Yunlin         |
| 15.                                                                                               | Toufen        | 頭份        | Tóufèn   | 107.254                  |                    | Kreisstadt im Landkreis Miaoli         |
| 16.                                                                                               | Taitung       | 臺東 / 台東 | Táidōng  | 103.118                  |                    | Kreisstadt im Landkreis Taitung        |
| 17.                                                                                               | Hualien       | 花蓮        | Huālián  | 98.500                   |                    | Kreisstadt im Landkreis Hualien        |
| 18.                                                                                               | Nantou        | 南投        | Nántóu   | 97.205                   |                    | Kreisstadt im Landkreis Nantou         |
| 19.                                                                                               | Yilan         | 宜蘭        | Yílán    | 94.886                   |                    | Kreisstadt im Landkreis Yilan          |
| 20.                                                                                               | Miaoli        | 苗栗        | Miáolì   | 86.131                   |                    | Kreisstadt im Landkreis Miaoli         |
| 21.                                                                                               | Magong        | 馬公        | Mǎgōng   | 63.985                   |                    | Kreisstadt im Landkreis Penghu         |
| 22.                                                                                               | Puzi          | 朴子        | Púzǐ     | 40.467                   |                    | Kreisstadt im Landkreis Chiayi         |
| 23.                                                                                               | Taibao        | 太保        | Tàibǎo   | 39.296                   |                    | Kreisstadt im Landkreis Chiayi         |
| Quelle: Haushaltsregistrationsamt des Innenministeriums der Republik China (中華民國內政部戶政司) |               |             |          |                          |                    |                                        |